# Jambe (Kertasemaya)
Jambe is een bestuurslaag in het regentschap Indramayu van de provincie West-Java, Indonesië. Jambe telt 4992 inwoners (volkstelling 2010).